# Saint-Jean-de-Linières
Pour les articles homonymes, voir Saint-Jean.
Saint-Jean-de-Linières est une ancienne commune française située dans le département de Maine-et-Loire, en région Pays de la Loire, devenue le 1er janvier 2019 une commune déléguée de la commune nouvelle de Saint-Léger-de-Linières.
Elle se trouve dans la deuxième couronne d'Angers, à l'ouest de l'agglomération.

## Géographie
Commune angevine, Saint-Jean-de-Linières se situe à 9 km à l'ouest d'Angers, sur les routes D 723 (ex-N 23), Angers - Nantes, et D 102, Saint-Léger-des-Bois - Bouchemaine. L'autoroute A11 passe sur la partie nord-ouest de son territoire.
Son territoire se situe sur l'unité paysagère des marches du Segréen.

## Toponymie
Durant la Révolution, la commune porte le nom de Linières.

## Histoire
Saint-Jean-de-Linières fusionne avec Saint-Léger-des-Bois le 1er janvier 2019 pour constituer la commune nouvelle de Saint-Léger-de-Linières, dont elle devient une commune déléguée.

## Politique et administration

### Administration municipale

#### Administration actuelle
Depuis le 1er janvier 2019 Saint-Jean-de-Linières constitue une commune déléguée au sein de la commune nouvelle de Saint-Léger-de-Linières et dispose d'un maire délégué.
| Période                                  | Période  | Identité        | Étiquette | Qualité |
| ---------------------------------------- | -------- | --------------- | --------- | ------- |
| janvier 2019                             | En cours | Jean Chausseret |           |         |
| Les données manquantes sont à compléter. |          |                 |           |         |

#### Administration ancienne
| Période                                  | Période       | Identité            | Étiquette | Qualité |
| ---------------------------------------- | ------------- | ------------------- | --------- | ------- |
|                                          |               |                     |           |         |
| 1947                                     | 1957          | Achille Février     |           |         |
| 1957                                     | 1971          | Joseph Joly         |           |         |
| 1971                                     | 1989          | Madeleine Belliard  |           |         |
| 1989                                     | 2001          | Pierre Gautier      |           |         |
| mars 2001                                | mars 2014     | Jean-Claude Gascoin | SE        |         |
| mars 2014                                | décembre 2018 | Jean Chausseret     |           |         |
| Les données manquantes sont à compléter. |               |                     |           |         |

### Ancienne situation administrative

#### Intercommunalité
La commune était intégrée à la communauté d'agglomération d'Angers Loire Métropole, elle-même membre du syndicat mixte Pays Loire-Angers.

#### Autres circonscriptions
Jusqu'en 2014, Saint-Jean-de-Linières fait partie du canton de Saint-Georges-sur-Loire et de l'arrondissement d'Angers. Ce canton compte alors dix communes. Dans le cadre de la réforme territoriale, un nouveau découpage territorial pour le département de Maine-et-Loire est défini par le décret du 26 février 2014. La commune est alors rattachée au canton d'Angers-3, avec une entrée en vigueur au renouvellement des assemblées départementales de 2015.

## Population et société

### Évolution démographique
L'évolution du nombre d'habitants est connue à travers les recensements de la population effectués dans la commune depuis 1800. Pour les communes de moins de 10 000 habitants, une enquête de recensement portant sur toute la population est réalisée tous les cinq ans, les populations de référence des années intermédiaires étant quant à elles estimées par interpolation ou extrapolation. Pour la commune, le premier recensement exhaustif entrant dans le cadre du nouveau dispositif a été réalisé en 2006.

En 2016, la commune comptait 1 822 habitants, en évolution de +5,07 % par rapport à 2010 (Maine-et-Loire : +2,12 %, France hors Mayotte : +2,11 %).
| 1800 | 1806 | 1821 | 1831 | 1836 | 1841 | 1846 | 1851 | 1856 |
| ---- | ---- | ---- | ---- | ---- | ---- | ---- | ---- | ---- |
| 273  | 337  | 359  | 382  | 381  | 403  | 418  | 440  | 416  |

| 1861 | 1866 | 1872 | 1876 | 1881 | 1886 | 1891 | 1896 | 1901 |
| ---- | ---- | ---- | ---- | ---- | ---- | ---- | ---- | ---- |
| 425  | 390  | 398  | 369  | 330  | 315  | 346  | 336  | 336  |

| 1906 | 1911 | 1921 | 1926 | 1931 | 1936 | 1946 | 1954 | 1962 |
| ---- | ---- | ---- | ---- | ---- | ---- | ---- | ---- | ---- |
| 325  | 334  | 272  | 266  | 248  | 246  | 275  | 232  | 265  |

| 1968 | 1975 | 1982 | 1990  | 1999  | 2006  | 2011  | 2016  | - |
| ---- | ---- | ---- | ----- | ----- | ----- | ----- | ----- | - |
| 246  | 490  | 635  | 1 008 | 1 400 | 1 555 | 1 771 | 1 822 | - |

### Pyramide des âges
La population de la commune est relativement jeune. Le taux de personnes d'un âge supérieur à 60 ans (12,5 %) est en effet inférieur au taux national (21,8 %) et au taux départemental (21,4 %).
Contrairement aux répartitions nationale et départementale, la population masculine de la commune est supérieure à la population féminine (51,3 % contre 48,7 % au niveau national et 48,9 % au niveau départemental).
La répartition de la population de la commune par tranches d'âge est, en 2008, la suivante :
- 51,3 % d’hommes (0 à 14 ans = 25,1 %, 15 à 29 ans = 17,7 %, 30 à 44 ans = 20,6 %, 45 à 59 ans = 23,2 %, plus de 60 ans = 13,4 %) ;
- 48,7 % de femmes (0 à 14 ans = 23,5 %, 15 à 29 ans = 16,9 %, 30 à 44 ans = 24,7 %, 45 à 59 ans = 23,4 %, plus de 60 ans = 11,6 %).

| Hommes | Classe d’âge | Femmes |
| ------ | ------------ | ------ |
| 0,3    | 90 ans ou +  | 0,1    |
| 2,6    | 75 à 89 ans  | 2,1    |
| 10,5   | 60 à 74 ans  | 9,4    |
| 23,2   | 45 à 59 ans  | 23,4   |
| 20,6   | 30 à 44 ans  | 24,7   |
| 17,7   | 15 à 29 ans  | 16,9   |
| 25,1   | 0 à 14 ans   | 23,5   |

| Hommes | Classe d’âge | Femmes |
| ------ | ------------ | ------ |
| 0,4    | 90 ans ou +  | 1,1    |
| 6,3    | 75 à 89 ans  | 9,5    |
| 12,1   | 60 à 74 ans  | 13,1   |
| 20,0   | 45 à 59 ans  | 19,4   |
| 20,3   | 30 à 44 ans  | 19,3   |
| 20,2   | 15 à 29 ans  | 18,9   |
| 20,7   | 0 à 14 ans   | 18,7   |

## Économie
Sur 151 établissements présents sur la commune à fin 2010, 3 % relevaient du secteur de l'agriculture (pour une moyenne de 17 % sur le département), 8 % du secteur de l'industrie, 11 % du secteur de la construction, 68 % de celui du commerce et des services et 10 % du secteur de l'administration et de la santé.
En 2010, le revenu fiscal médian par ménage était de 39 813 €, ce qui plaçait Saint-Jean-de-Linières au 2 575e rang parmi les 31 525 communes de plus de 39 ménages en métropole.

## Culture locale et patrimoine

### Lieux et monuments
- Église du XIIe siècle.

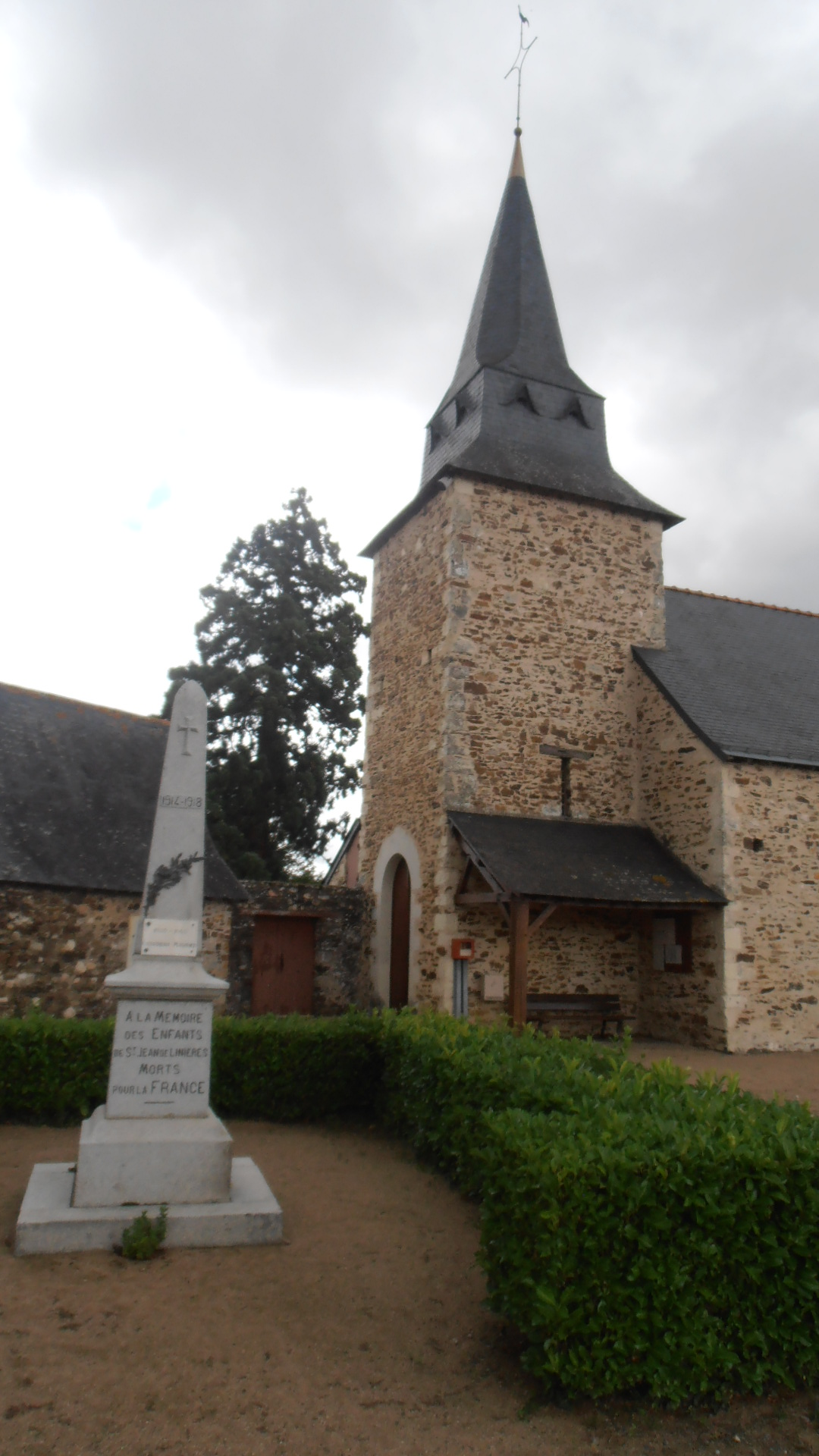
L'église et le monument aux morts.

- Gare de La Roche, site muséographique du Petit Anjou (plusieurs objets classés MH).

### Personnalités liées à la commune
- Paulette Fouillet (1950-2015), judokate française, championne d'Europe de judo à 3 reprises y est morte[19].